# Нудьга (фільм)
«Нудьга» (італ. La noia) — італійсько-французький драматичний фільм 1963 року, створений Даміано Даміані за однойменним романом (1960) Альберто Моравіа. У головних ролях Горст Бухгольц та Катрін Спаак.

## Сюжет
Діно, молодий художник, переживає творчу кризу і впадає в нудьгу. Покинувши палаццо авторитарної матері-аристократки, він оселяється в своїй римській студії на віа Маргутта. Поруч мешкає сивочолий художник Балестьєрі, який, незважаючи на те, що одружений, відверто живе зі своєю 17-річною натурницею Сесілією. Невдовзі Балестьєрі помирає, а Сесілія стає коханкою Діно. Відчуття нудьги не полишає художника, він збирається покинути дівчину, але випадково дізнається, що вона зустрічається з безробітним актором Лучані. Діно ревнує і починає після кожного побачення давати їй гроші, та пізніше вона зізнається, що віддає їх Лучані. Дізнавшись, що Сесілія збирається їхати з Лучані на відпочинок до Понци, Діно пропонує їй вийти за нього заміж і отримує відмову. У відчаї він намагається вчинити самогубство, врізавшись на своїй спортивній автівці у мур. Прийшовши до тями у лікарняній палаті, він мириться з матір'ю. Через деякий час до Риму повертається покинута Лучані Сесілія. Вона чекає, що Діно покличе її, та марно.

## У ролях
| Актор            | Роль             |
| ---------------- | ---------------- |
| Горст Бухгольц   | Діно             |
| Катрін Спаак     | Сесілія          |
| Бетті Девіс      | мати Діно        |
| Леа Падовані     | вдова Балестьєрі |
| Іза Міранда      | мати Сесілії     |
| Джордж Вілсон    | батько Сесілії   |
| Леонід Репачі    | Балестьєрі       |
| Луїджі Джуліані  | Лучані           |
| Даніела Рочча    | Рита             |
| Даніела Кальвіно | повія            |

## Нагороди
Давид ді Донателло (1964)
- Золота тарілка (Катрін Спаак).